# Urophonius
Genre
Synonymes
- Iophorus Penther, 1913
- Iophoroxenus Mello-Leitão, 1932

Urophonius est un genre de scorpions de la famille des Bothriuridae.

## Distribution
Les espèces de ce genre se rencontrent dans le Sud de l'Amérique du Sud.

## Liste des espèces
Selon The Scorpion Files (18/07/2024) :
- Urophonius achalensis Abalos & Hominal, 1974
- Urophonius araucano Ojanguren-Affilastro, 2020
- Urophonius brachycentrus (Thorell, 1876)
- Urophonius eugenicus (Mello-Leitão, 1931)
- Urophonius exochus (Penther, 1913)
- Urophonius granulatus Pocock, 1898
- Urophonius iheringi Pocock, 1893
- Urophonius mahuidensis Maury, 1973
- Urophonius martinezi Ojanguren-Affilastro & Cheli, 2009
- Urophonius mondacai Ojanguren-Affilastro, Pizarro-Araya & Prendini, 2011
- Urophonius pehuenche Ojanguren-Affilastro & Pizarro-Araya, 2020
- Urophonius pizarroi Ojanguren-Affilastro, Ochoa, Mattoni & Prendini, 2010
- Urophonius somuncura Acosta, 2003
- Urophonius transandinus Acosta, 1998
- Urophonius tregualemuensis Cekalovic, 1981
- Urophonius trewanke Ojanguren-Affilastro, Alfaro, Ramírez, Camousseigt-Montolivo & Pizarro-Araya, 2024
- Urophonius tumbensis Cekalovic, 1981

## Systématique et taxinomie
Ce genre a été décrit par Pocock en 1893 dans les Bothriuridae.
Iophorus a été placé en synonymie par San Martín en 1965.
Iophoroxenus a été placé en synonymie par Maury en 1973.

## Publication originale
- Pocock, 1893 : « A contribution to the study of neotropical scorpions. » Annals and Magazine of Natural History, sér. 6, vol. 12, p. 77–103 (texte intégral).